# Mã Ba
Mã Ba là một xã thuộc huyện Hà Quảng, tỉnh Cao Bằng, Việt Nam.

## Địa lý
Xã Mã Ba nằm ở phía đông nam huyện Hà Quảng, có vị trí địa lý:
- Phía đông giáp huyện Trùng Khánh
- Phía tây giáp xã Ngọc Đào
- Phía nam giáp huyện Hòa An
- Phía bắc giáp xã Hồng Sỹ.

Xã Mã Ba có diện tích 36,67 km², dân số năm 2019 là 2.193 người, mật độ dân số đạt 60 người/km².
Trên địa bàn xã Mã Ba có các ngọn núi như: Hang Giáo, Kéo Boong, Kéo Pính, Loọc Sòng, Lũng Luông, Lũng Sung.

## Hành chính
Xã Mã Ba được chia thành 7 xóm: Cả Poóc, Kéo Nặm, Lũng Hoài, Lũng Niểng, Lũng Pheo, Rằng Khoen, Thành Công.

## Lịch sử
Địa bàn xã Mã Ba hiện nay trước đây vốn là hai xã Hạ Thôn và Mã Ba thuộc huyện Hà Quảng.
Ngày 9 tháng 9 năm 2019, Hội đồng Nhân dân tỉnh Cao Bằng ban hành Nghị quyết số 27/NQ-HĐND về việc sáp nhập một số xóm thuộc hai xã Mã Ba và Hạ Thôn.
Trước khi sáp nhập, xã Mã Ba có diện tích 20,22 km², dân số là 1.295 người, mật độ dân số đạt 64 người/km², có 5 xóm: Cả Poóc, Lũng Pheo, Lũng Niểng, Thành Công. Xã Hạ Thôn có diện tích 16,45 km², dân số là 898 người, mật độ dân số đạt 55 người/km², có 3 xóm: Kéo Nặm, Lũng Hoài, Rằng Khoen.
Ngày 10 tháng 1 năm 2020, Ủy ban Thường vụ Quốc hội ban hành Nghị quyết số 864/NQ-UBTVQH14 về việc sắp xếp các đơn vị hành chính cấp huyện, cấp xã thuộc tỉnh Cao Bằng (nghị quyết có hiệu lực từ ngày 1 tháng 2 năm 2020). Theo đó, sáp nhập toàn bộ diện tích và dân số của xã Hạ Thôn vào xã Mã Ba.